# Kosovos bordtennisförbund
Kosovos bordtennisförbund, (TTFK) (albanska: Federata e Pingpongut të Kosovės) är det styrande organ som ansvarar för bordtennis i Kosovo.
TTFK är ett av de få Kosovo idrottsförbund som har erkänts av idrottens styrande organ, i detta fall det internationella Bordtennis Förbundet.